# La Vérité (2019)
La Vérité, ook bekend onder de Engelstalige titel The Truth, is een Japans-Franse dramafilm uit 2019 onder regie van Hirokazu Kore-Eda. De hoofdrollen worden vertolkt door Catherine Deneuve, Juliette Binoche en Ethan Hawke.

## Verhaal
Fabienne is een bekende Franse actrice. Haar dochter Lumir, een scenarioschrijfster, woont samen met haar echtgenoot en dochtertje in de Verenigde Staten. Ze keren terug naar Frankrijk wanneer Fabienne haar memoires publiceert. Tijdens deze reünie komen er verschillende, harde waarheden aan het licht. Niet alleen de memoires van Fabienne vormen daartoe de aanleiding: ook de film die zij op dat moment aan het opnemen is – Lumir en haar gezin zijn vaak te gast op de filmset – roept herinneringen en emoties op.

## Rolverdeling
| Acteur             | Personage |
| ------------------ | --------- |
| Catherine Deneuve  | Fabienne  |
| Juliette Binoche   | Lumir     |
| Ethan Hawke        | Hank      |
| Clémentine Grenier | Charlotte |
| Manon Clavil       | Manon     |
| Alain Libolt       | Luc       |
| Christian Crahay   | Jacques   |
| Ludivine Sagnier   | Anna      |
| Roger Van Hool     | Pierre    |

## Productie
In 2016 verklaarde actrice Juliette Binoche dat de Japanse regisseur Hirokazu Kore-Eda, nadat hij haar aan het werk had gezien in de film Clouds of Sils Maria (2014), besloten had om een film te schrijven waarin zij samen met Catherine Deneuve en Ethan Hawke de hoofdrol zou vertolken. Vanaf begin 2018 werden er steeds meer details over de productie aan de pers gelekt, tot grote ergernis van Kore-Eda. In juli 2018, enkele maanden nadat Kore-Eda met de Japanse film Manbiki kazoku (2018) de Gouden Palm veroverd had, werd de casting van Binoche, Deneuve, Hawke en Ludivine Sagnier officieel bekendgemaakt.
La Vérité is de eerste niet-Japanse film van Kore-Eda. Het project is gebaseerd op een onuitgebracht toneelstuk dat hij vijftien jaar eerder had geschreven. De regisseur omschreef de film als 'een ode aan Catherine Deneuve en een verhaal over acteren, over een waarheid en een leugen en over het conflict en de verzoening tussen een moeder en een dochter.' De opnames van de film gingen in oktober 2018 van start in Parijs en duurden tot december 2018.
De film opende op 28 augustus 2019 het filmfestival van Venetië.

## Ontvangst
De film werd eerder negatief ontvangen in de Franse pers. De krant Libération noemde de film een "sitcom de luxe". Zonder de Japanse setting die zijn verhalen een unieke toon gaf, onderscheidt de film zich niet van andere, recente Franse films rond een moeilijke moeder-dochterrelatie.

## Trivia
- Roger Van Hool vertolkt in de film de ex-man van Fabienne, gespeeld door Catherine Deneuve. De twee speelden in 1968 ook een koppel in de Franse film La Chamade.